# Isola O'Connor
L'isola O'Connor (in inglese O'Connor Island) è una piccola isola antartica facente parte dell'arcipelago Windmill.

## Descrizione
Localizzata ad una latitudine di 66° 24' sud e ad una longitudine di 110°27' est, l'isola si trova a meno di un chilometro ad est dell'isola Holl (costa Budd). La zona è stata mappata per la prima volta mediante ricognizione aerea durante l'operazione Highjump e l'operazione Windmill, negli anni 1947-1948. È stata intitolata dalla US-ACAN al fotografo J.J. O'Connor, che prese parte alle operazioni Highjump e Windmill.